# Pietà

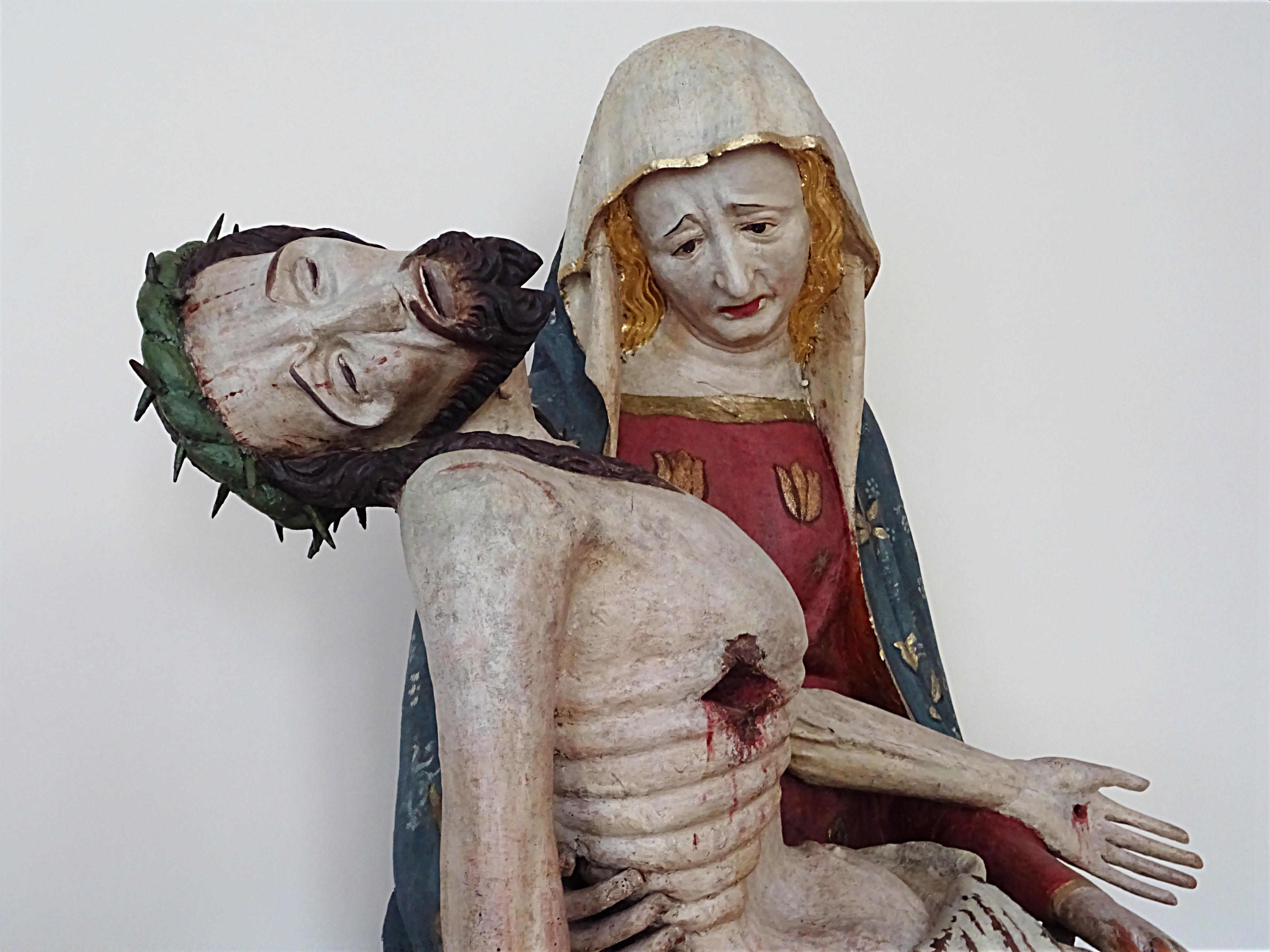
Schmerzensmutter Maria im Ursulinenkloster Erfurt

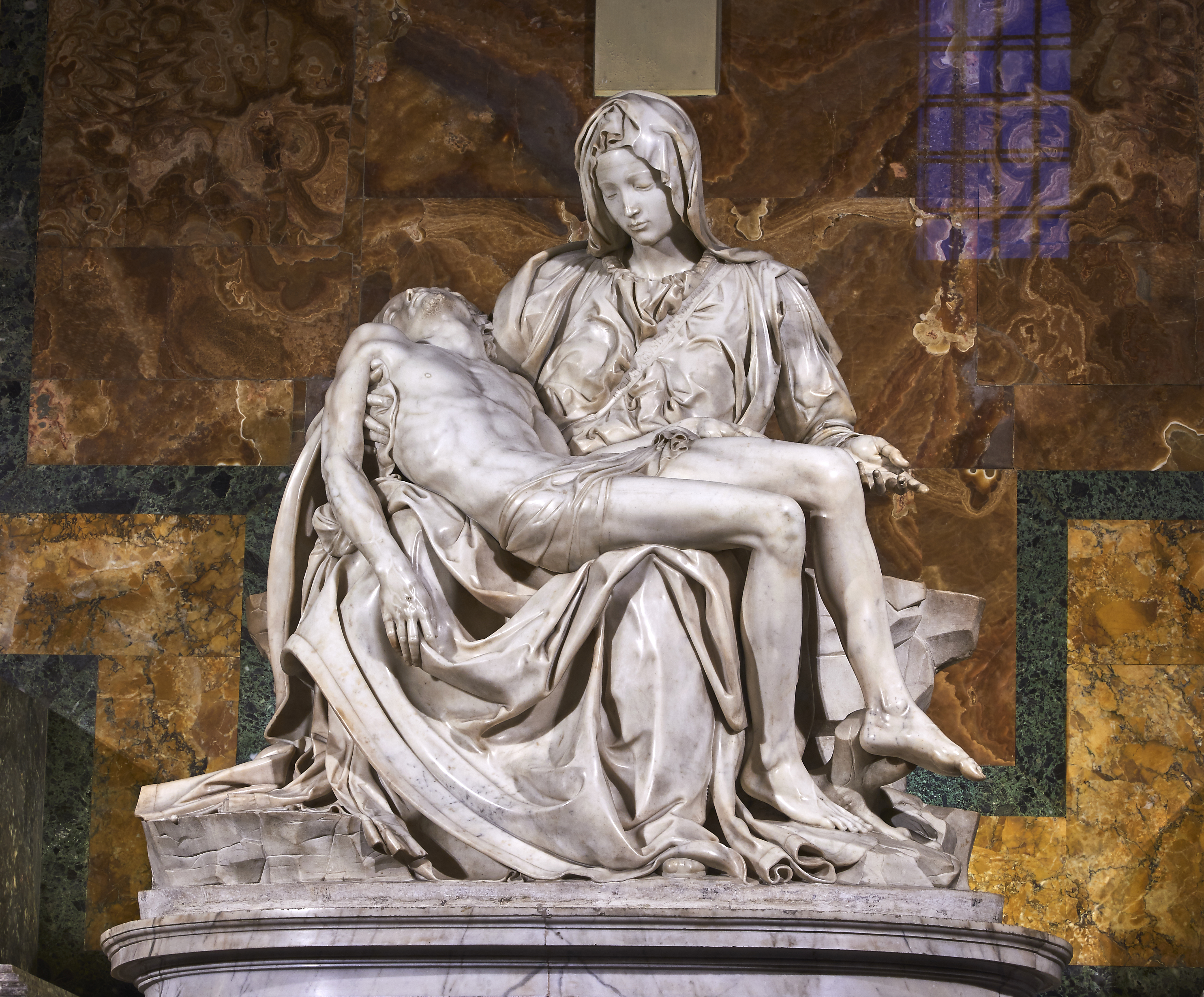
Michelangelos Pietà

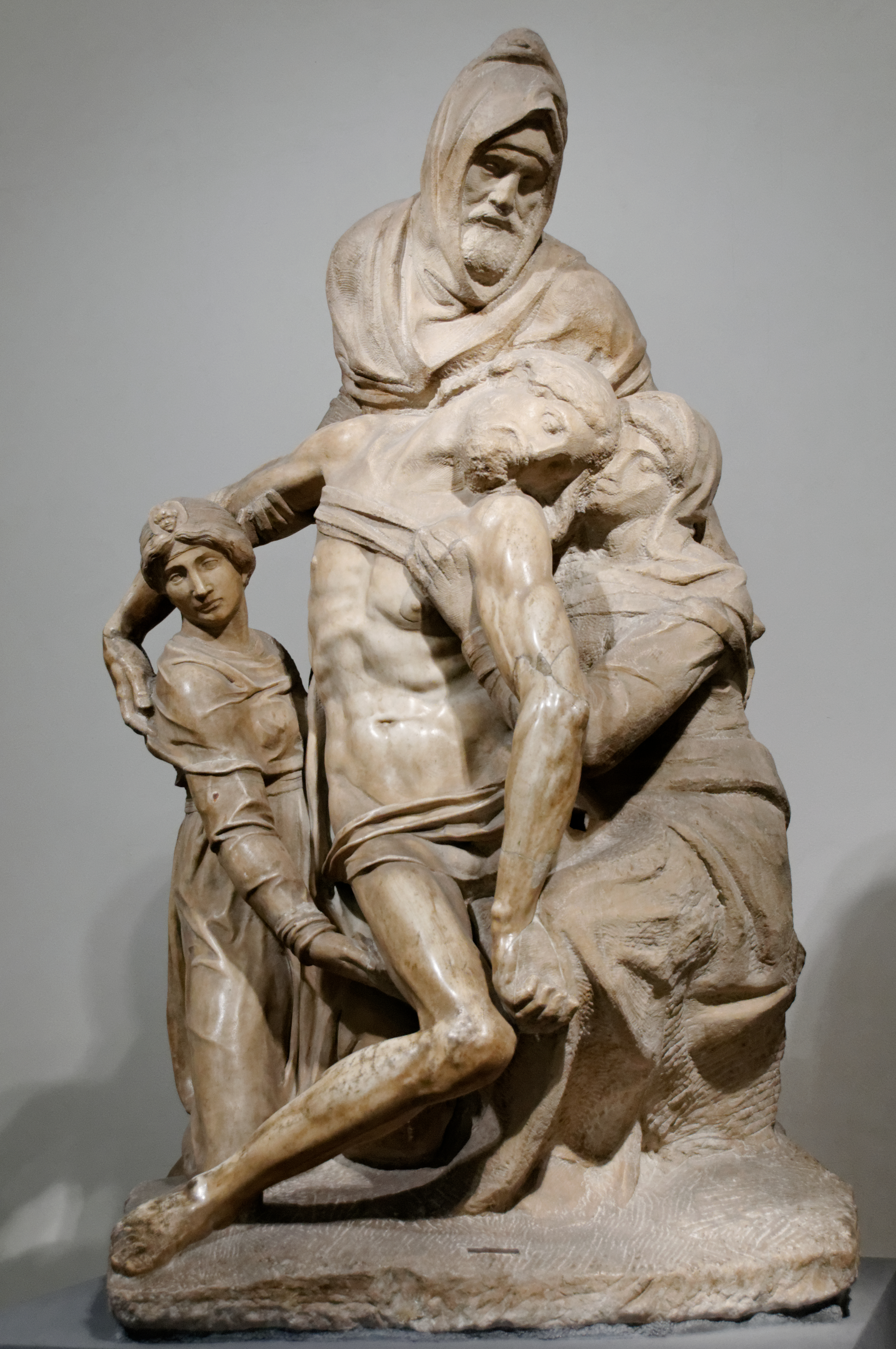
Florentiner Pietà

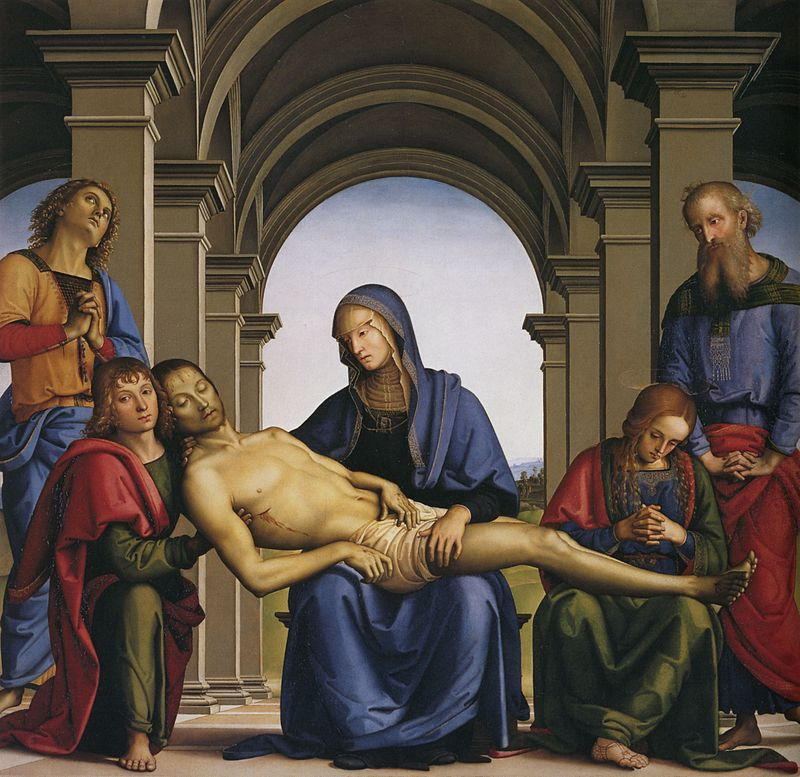
Pietà von Pietro Perugino

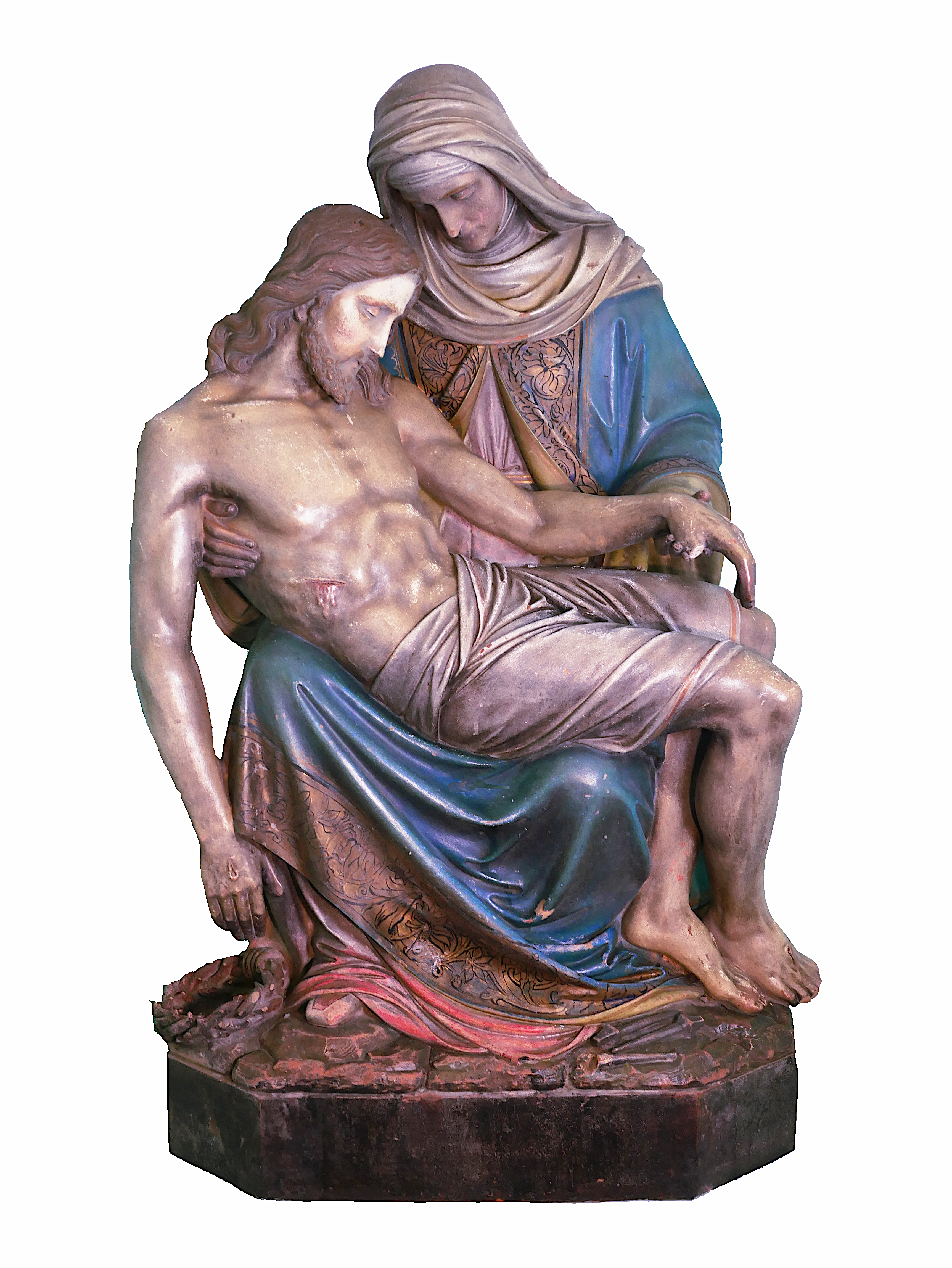
Nach Carl Walters Entwurf von 1871 durch die Kunstanstalt Trier in Terrakotta gefertigte Pietà

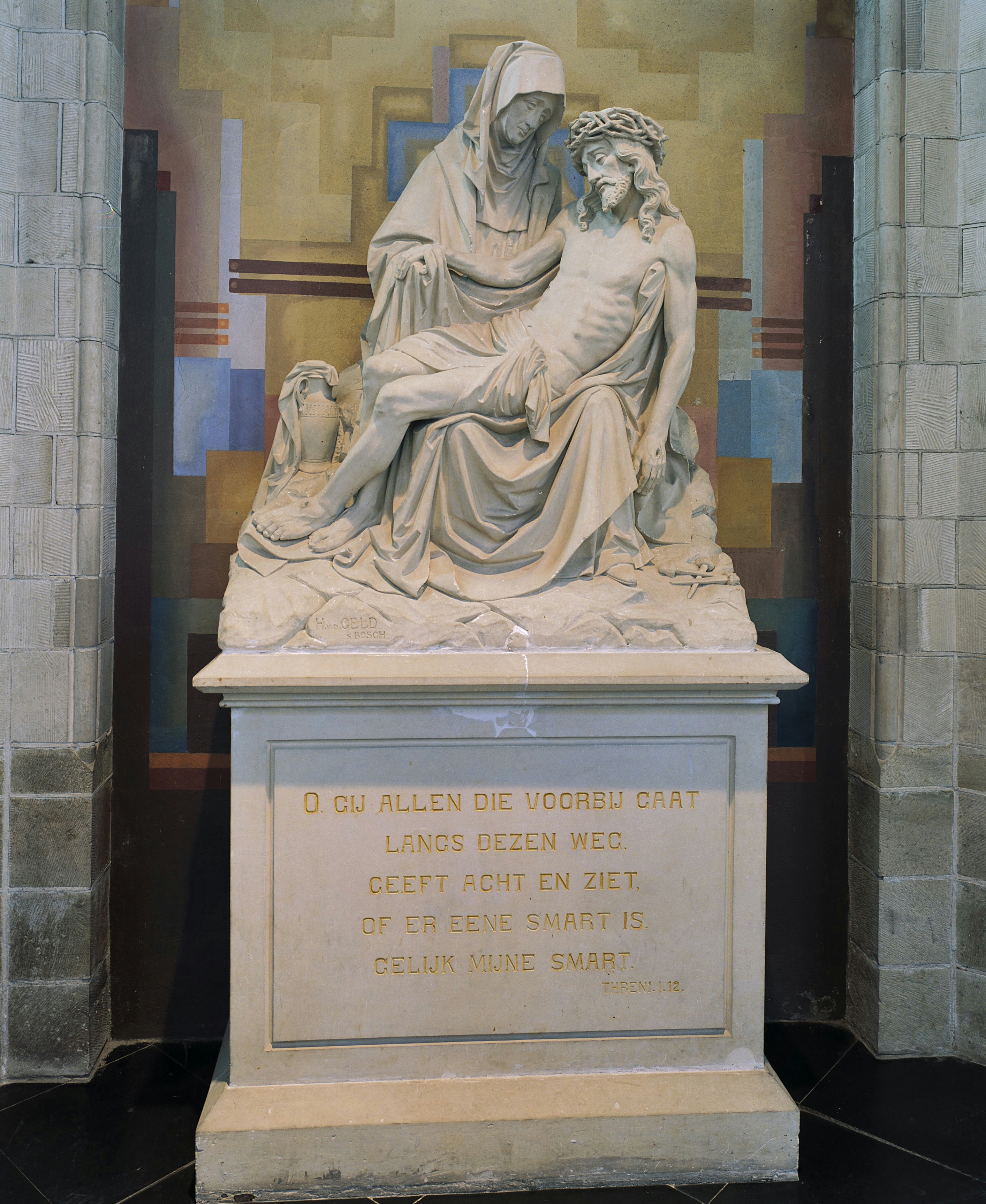
Hendrik van der Geld, (St.-Martinskirche, Cuijk)

Die Pietà (it. für „Frömmigkeit, Mitleid“, nach lat. domina nostra de pietate „unsere Herrin vom Mitleid“), auch Vesperbild oder Marienklage genannt, ist in der bildenden Kunst die Darstellung Marias als Mater Dolorosa (Schmerzensmutter) mit dem Leichnam des vom Kreuz abgenommenen Jesus Christus. Im Gegensatz zur Beweinung Christi liegt der Leichnam Jesu immer in Marias Schoß.

## Geschichte
Das Motiv der Pietà ist in der Bildhauerkunst seit dem frühen 14. Jahrhundert gebräuchlich und wird von der älteren Forschung in Verbindung mit der Entstehung des Andachtsbildes gebracht. Der frömmigkeitsgeschichtliche Ursprung ist in der verstärkten Hinwendung zum Leiden Christi am Kreuz und des Mitleidens seiner Mutter mit ihrem Sohn zu sehen. Der formale Ursprung der Vesperbilder in mehrfigurigen Beweinungsdarstellungen wird immer wieder behauptet, ist aber nicht bewiesen. Die Pietà zählt zu den bekanntesten ikonographischen Darstellungen des Mittelalters.
Vesperbilder sind in den meisten katholischen Kirchen zu finden. Ein der Passion gewidmetes Stundengebet ist schon seit dem 4. Jahrhundert bekannt. Die Szene bildet die vorletzte Station der Kreuzwegandacht; sie ist Hauptinhalt des Gebetes zum Gedächtnis der Schmerzen Mariens. Die Bezeichnung Vesperbild beruht auf der Vorstellung, dass nach der Kreuzabnahme Maria den Leichnam ihres Sohnes am Karfreitag ungefähr zur Zeit des Abendgebets, der Vesper, entgegennahm.

## Beispiele
Die frühesten erhaltenen Darstellungen einer Pietà werden in die ersten Jahrzehnte des 14. Jahrhunderts datiert. Sie stammen aus dem Raum zwischen Naumburg (Naumburger Dom, um 1330), Erfurt (Ursulinenkloster, um 1340) und Coburg (Museum auf der Veste Coburg, um 1320) und aus dem Bodenseegebiet (Radolfzell, heute Augustinermuseum Freiburg, um 1330). In Schweizer Privatbesitz ist die Holzskulptur eines „freudvollen Vesperbildes“, das um 1300 entstand. Die Datierung der sogenannten Pietà Roettgen (Rheinisches Landesmuseum Bonn), die möglicherweise ebenfalls zu den frühesten Vesperbildern zählt, ist immer noch umstritten. Möglicherweise stand ein noch etwas älteres Vesperbild in der Kirche der Karmeliten zu Köln (nach Gelenius in einem Ablass zu 1298 erwähnt).
Zu den bekanntesten Bildwerken dieses Sujets zählen Michelangelos Pietà im Petersdom (Cappella della Pietà) aus Marmor, seine unvollendete Pietà Rondanini in Mailand und die früher ebenfalls Michelangelo zugeschriebene  Pietà von Palestrina in Florenz. Die Pietà bildet einen Schwerpunkt im Werk von Giovanni Bellini. Eine Kopie der Pietà von Michelangelo steht in der Sankt-Hedwigs-Kathedrale in Berlin.
Drei Darstellungen einer Pietà aus Leder befinden sich in der Hauptpfarrkirche St. Peter und Paul im rheinischen Eschweiler und in der Wallfahrtskirche im hessischen Dieburg.
Einzigartig ist eine Pietà in der Heilig-Kreuz-Kapelle beim Wallfahrtskloster Blieskastel („Unsere Liebe Frau mit den Pfeilen“) aus dem 14. Jahrhundert. In der Skulptur stecken fünf eiserne, mittelalterliche Pfeilspitzen. Nach der legendarischen Überlieferung wurden die Pfeile von Frevlern hineingeschossen. Ein Beispiel der bäuerlichen Volkskunst ist die Dieffler Pietà.
Aus dem 17. Jahrhundert stammt das Pietà-Fenster (Hôpital Laënnec) in Paris.
Eine Blüte erlebten Darstellungen der Pietà in der Zeit des Historismus. Der größte Teil der Figuren wurde im deutschsprachigen Raum nördlich der Alpen in Terrakotta oder in Gips durch meist Kunstanstalten genannten Manufakturen gefertigt.
Eine Pietà, bei der der Leichnam Jesu zu Füßen der Schmerzensmutter Maria liegt, befindet sich in der Friedenskirche in Linz. Sie wurde 1923 von Adolf Wagner von der Mühl geschaffen.